# 20.000 Meilen unter dem Meer (Roman)

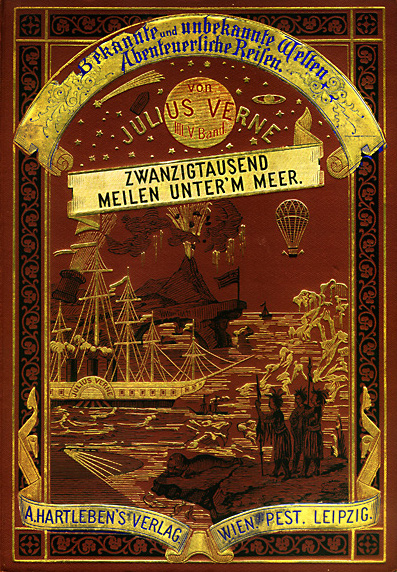
Erste deutsche Buchausgabe im Verlag A. Hartleben, 1874

20.000 Meilen unter dem Meer oder 20.000 Meilen unter den Meeren, französischer Originaltitel Vingt mille lieues sous les mers, ist ein 1869–1870 erschienener Roman des französischen Schriftstellers Jules Verne mit dem Kapitän Nemo als Hauptfigur. Verne nimmt in diesem Buch die technische Entwicklung des Unterseebootes vorweg. Unterseeboote gab es zwar schon vor Erscheinen des Buches, nur waren sie technisch noch nicht weit entwickelt.

## Inhalt

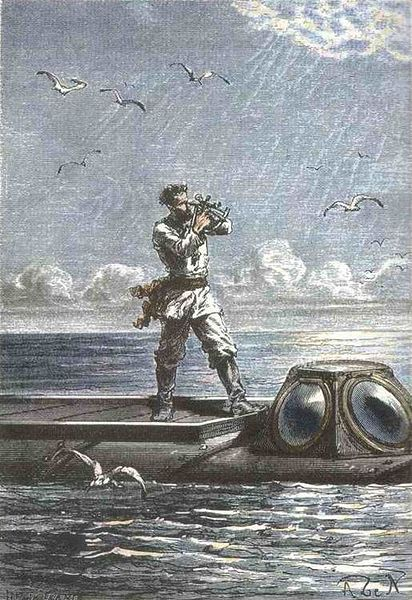
Kapitän Nemo nimmt den Höhenstand der Sonne auf, Illustration des Zeichners Alphonse de Neuville

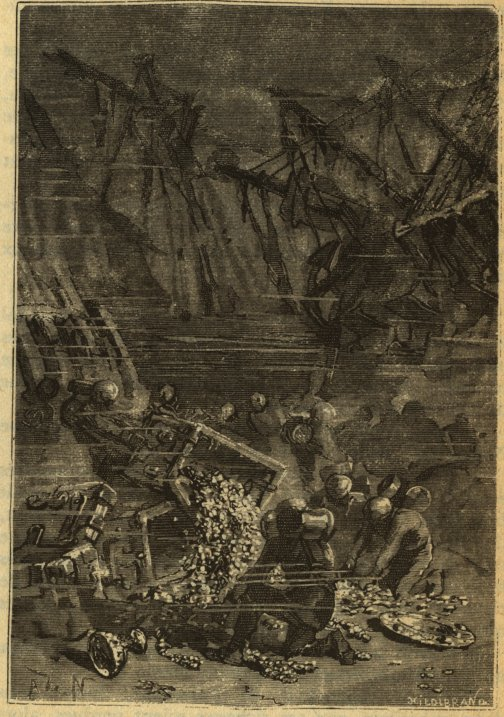
Nemos Taucher heben das Gold versunkener spanischer Galeonen

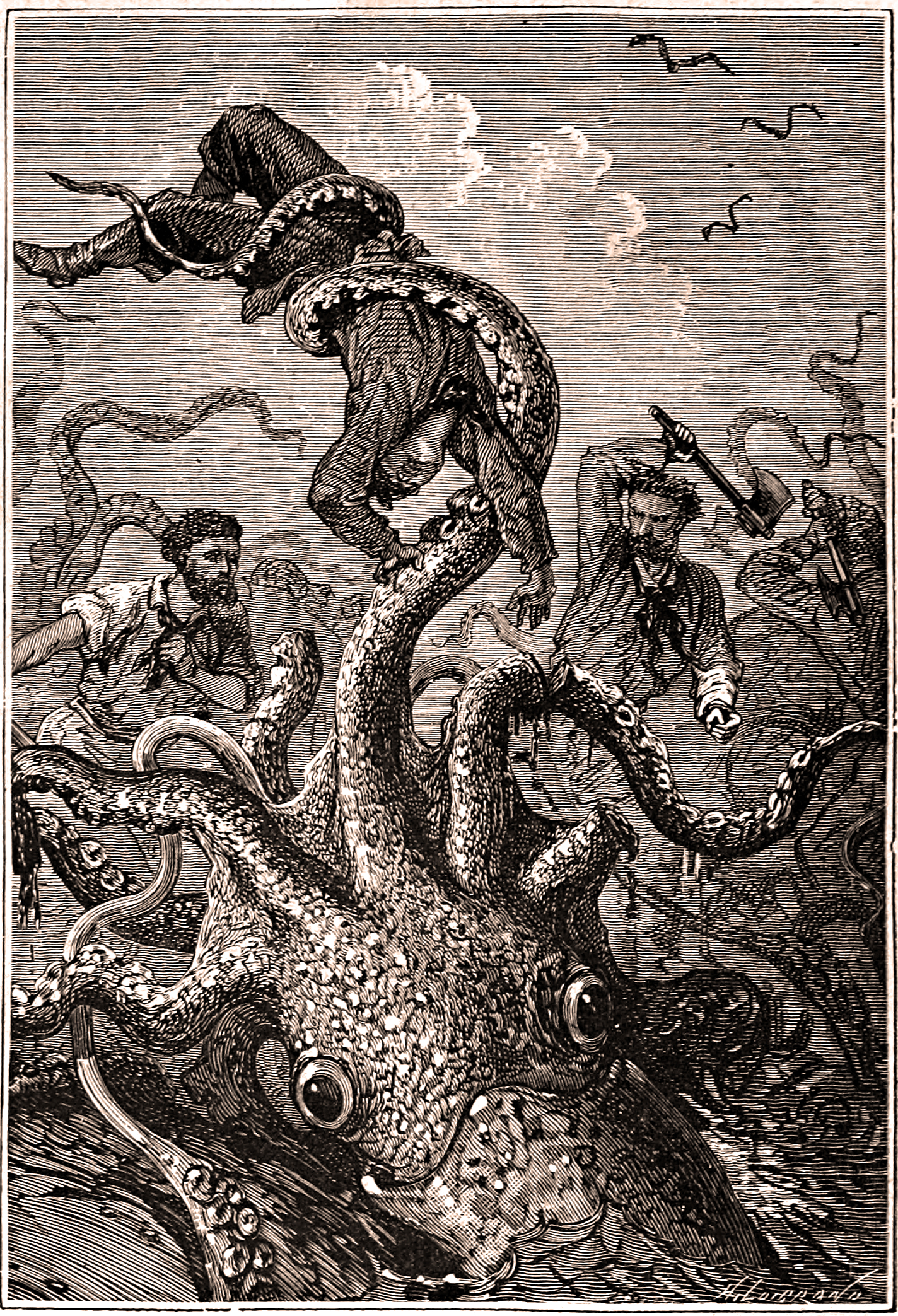
Kampf gegen Riesenkraken

Der Roman ist vorgeblich ein Erlebnisbericht des französischen Professors Pierre Aronnax, Autor eines Werkes über „Die Geheimnisse der Meerestiefen“. In den Jahren 1866 und 1867 häufen sich auf allen Weltmeeren rätselhafte Schiffsunglücke. Die Presse spekuliert, ein bislang unbekanntes Seeungeheuer oder aber ein „Unterwasserfahrzeug mit außerordentlicher mechanischer Kraft“ habe die Schiffe zum Kentern gebracht. Aronnax vermutet einen gigantischen Narwal als Ursache. Wegen seines Fachwissens als Meereskundler bittet ihn die amerikanische Regierung 1867, sich einer Expedition zur Klärung der Vorgänge anzuschließen. So sticht Aronnax in Begleitung seines gleichmütigen Dieners Conseil an Bord der US-Fregatte Abraham Lincoln in See.
Nach wochenlanger Suche im Nordpazifik sichten sie das fragliche Objekt. Im Verlauf der anschließenden Verfolgungsjagd werden Aronnax, Conseil und der kanadische Harpunier Ned Land ins offene Meer gespült, finden aber letztlich auf der Oberfläche des vermeintlichen Seeungeheuers festen Boden unter den Füßen. Es stellt sich heraus, dass es sich tatsächlich um ein aus Eisen gebautes Unterseeboot handelt. Nach einiger Zeit öffnet sich eine Luke, aus der Mannschaftsangehörige des Fahrzeugs treten, die die drei Männer in eine Zelle sperren. Später werden sie dem Kapitän vorgeführt, der sich als „Nemo“ – lateinisch für „Niemand“ – vorstellt.
Mit der Zeit erfährt Aronnax in Gesprächen mit dem mysteriösen Nemo Details über die technischen Fähigkeiten des Unterseeboots, der Nautilus, jedoch kaum etwas über ihren Kapitän und ihre Mannschaft. Nemo hat nicht nur mit der Menschheit, sondern auch mit dem Erdboden gebrochen und versorgt sich und seine Mannschaft ausschließlich aus den Schätzen des Meeres. So beutet er untermeerische Kohlenflöze aus, um den Treibstoffbedarf seines mit Elektrizität angetriebenen Schiffes zu decken, und auch die Mannschaftsverpflegung wird ausschließlich aus Meerestieren und -pflanzen zusammengestellt. Über seinen Hintergrund gibt Nemo nur wenig preis – erst im zweiten Band des Romans deutet er sein tragisches Schicksal an: Vaterland, Frau und Kinder seien ihm von irdischen Mächten genommen worden, und so habe er der Welt den Rücken gekehrt, um als Rächer der Entrechteten die Weltmeere zu befahren. Da niemand sein Geheimnis erfahren darf, kommt eine Freilassung der drei Schiffbrüchigen nicht in Betracht, und so sind sie gezwungen, an Bord der Nautilus eine Weltreise unter Wasser mitzumachen.
Dabei erleben sie allerlei Abenteuer: Sie treffen auf einen indischen Perlentaucher, bergen die Schätze versunkener spanischer Galeonen, nehmen an einer Beerdigung auf einem Unterwasserfriedhof teil, jagen einen Dugong, fahren durch einen unterseeischen Tunnel vom Roten Meer in das Mittelmeer, erleben einen Vulkanausbruch auf dem Meeresboden bei der Insel Santorin, kämpfen gegen Riesenkraken und einen Hai, sehen im Atlantik die Ruinen des versunkenen Atlantis und sind an Bord, als Kapitän Nemo mit seiner Nautilus als erster Mensch den Südpol erreicht – damals war noch nicht bekannt, dass sich der Südpol der Erde auf der Landmasse des Kontinents Antarktika befindet. Während der Reise geraten sie mehrfach in gefährliche Situationen, aus denen sie durch die Nautilus gerettet werden. Jules Verne beschreibt den Sieg der Technik über die Natur – die Technik macht alles möglich. Allerdings weist er in der erzählten Biographie Nemos und der Handlung bzw. den Dialogen immer wieder implizit auch auf die Gefahr hin, die Technik ohne Verantwortung birgt.
Professor Aronnax gerät auf der Reise in einen inneren Konflikt. Zum einen möchte er als Wissenschaftler möglichst lange an Bord der Nautilus bleiben und gemeinsam mit Kapitän Nemo das Leben im Meer erforschen, zum anderen wird an ihn von Ned Land der Wunsch herangetragen, von Bord zu fliehen. Ned Lands Abneigung gegen Kapitän Nemo, die auch nicht dadurch überwunden wird, dass sie sich im Laufe der Reise gegenseitig das Leben retten, führt dazu, dass der Professor zeitweilig „zwischen den Stühlen sitzt“. Dieser Konflikt wird erst im vorletzten Kapitel des zweiten Bandes gelöst, als der Professor und seine Gefährten miterleben, wie Kapitän Nemo kaltblütig ein Schiff versenkt.
Nach diesem Vorfall wird Nemo jedoch offenkundig von Schuldgefühlen und Selbstzweifeln verunsichert, auch scheint seine Mannschaft geschwächt oder unaufmerksam. So gelingt den drei Gefangenen eine waghalsige Flucht zur rettenden Küste Norwegens, als die Nautilus in den Strudel des Mahlstroms gerät.

## Adaptionen

### Bühnenbearbeitungen
- Frei nach dem Roman von Jules Verne hat der Hamburger Komponist Jan Dvorák ein Musical 20.000 Meilen unter dem Meer geschrieben, das als Auftragswerk des Landestheaters Eisenach am 28. Mai 2011 seine Weltpremiere erlebte.[1]
- Ebenfalls eine freie Adaption entwickelte das Theater Lazarett Aurich in Kooperation mit dem Theater Laboratorium Oldenburg mit ihrer Bearbeitung als Figurentheaterstück unter der Regie von Jannik Graf; Uraufführung war am 30. Mai 2024.[2]

### Verfilmungen
- 20.000 Meilen unter dem Meer wurde 1907 von Georges Méliès unter dem Titel Deux cents milles sous les mers ou le cauchemar du pêcheur erstmals verfilmt.
- Die nächste Verfilmung von Stuart Paton aus dem Jahre 1916 verbindet die beiden Jules-Verne-Romane (20.000 Meilen unter dem Meer und Die geheimnisvolle Insel) miteinander. Diese Fassung ist für ihre echten Unterwasseraufnahmen durch John Ernest Williamson bemerkenswert, die zu den frühesten Zeugnissen des Unterwasserfilmes gehören.
- 1954 entstand eine weitere Verfilmung von Walt Disney (20.000 Meilen unter dem Meer) unter der Regie von Richard Fleischer. Kapitän Nemo wurde von James Mason gespielt, Ned Land von Kirk Douglas, der Diener Conseil von Peter Lorre und Professor Aronnax von Paul Lukas.
- Herbert Lom war 1961 Kapitän Nemo im Film Mysterious Island (Die geheimnisvolle Insel).
- 1969 übernahm Robert Ryan die Rolle im Film Captain Nemo and the Underwater City (deutscher Titel: Kapitän Nemo).
- 1973 entstand eine italienische Version mit dem Titel L'isola misteriosa e il Capitano Nemo / La Isla misteriosa (deutscher Titel: Herrscher einer versunkenen Welt) mit Omar Sharif als Nemo.
- Ebenfalls 1973 entstand ein Zeichentrickfilm der Hanna-Barbera Cartoons, welcher am 19. Dezember 1982 im ZDF gezeigt wurde.[3]
- 1974 wurde in den USA eine 78-teilige Zeichentrick-Fernsehserie mit dem Titel The Undersea Adventures of Captain Nemo produziert.[4]
- Auch in der Sowjetunion genoss das Werk von Jules Verne eine große Popularität, was 1975 zum Fernsehfilm Kapitan Nemo (Капитан Немо) führte.
- Die Anime-Serie Die Macht des Zaubersteins aus dem Jahr 1990 ist sehr stark an die Handlung von 20.000 Meilen unter dem Meer angelehnt.
- In den 1990er Jahren entstanden zwei Fernsehfilme nach 20.000 Meilen unter dem Meer. In der zweiteiligen Version von 1997 wurde Kapitän Nemo von Michael Caine dargestellt.
- In der Comic-Verfilmung Die Liga der außergewöhnlichen Gentlemen (2003) wurde Kapitän Nemo von Naseeruddin Shah gespielt.
- Patrick Stewart verkörperte Nemo in Mysterious Island – Die geheimnisvolle Insel (2005).
- In Anlehnung an den literarischen Stoff entstand 2007 der von The Asylum produzierte Low-Budget-Film 30.000 Meilen unter dem Meer.

### Hörspiele
- Maritim 1970:
  - Bearbeitung und Regie: Kurt Vethake.
  - Sprecher: Eberhard Krug (Nemo), Moritz Milar (Aronnax), Peter Schiff (Conseil), Arthur Binder (Land).
- Europa 1977:
  - Bearbeitung: H. G. Francis.
  - Regie: Heikedine Körting.
  - Sprecher: Horst Frank (Nemo), Richard Lauffen (Aronnax), Hans Hessling (Conseil), Heinz Trixner (Land).
- MDR/Radio Bremen 2003:
  - Bearbeitung: Helmut Peschina.
  - Musik: Pierre Oser.
  - Regie: Walter Adler.
  - Sprecher: Ernst Jacobi (Nemo), Gottfried John (Aronnax), Hermann Lause (Conseil), Peter Gavajda (Land).
- Deutschlandradio 2008 (Kinderhörspiel):
  - Bearbeitung (Wort): Holger Teschke
  - Komposition: Frieder Butzmann
  - Regie: Götz Naleppa
  - Sprecher: Matthias Habich (Professor Aronnax), Stefan Kaminski (Conseil, Calico), Holger Teschke (Farragut), Martin Engler (Ned Land), Otto Mellies (Kapitän Nemo), Luise Malcharowitz (Una), Lukas Noellemeyer (Zeitungsjunge), Janus Torp (Zeitungsjunge), Götz Naleppa (Bootsmann)
  - Produktion: Deutschlandradio 2008
  - Auszeichnungen: CD des Monats Oktober 2009, Kinderhörspielpreis der Stadt Karlsruhe 2008, AUDITORIX Hörbuchsiegel 2009
- Südwestrundfunk 2013 (Chor- und Orchesterhörspiel):
  - Bearbeitung (Wort) und Regie: Henrik Albrecht
  - Sprecher: Patrick Blank (Professor Aronnax), Malte Arkona (Ned), Bernd Gnann (Kapitän Nemo)
  - Orchester: Radio-Sinfonieorchester Stuttgart des SWR
  - Chor: SWR Vokalensemble Stuttgart
  - Produktion: Südwestrundfunk 2013, Erstsendung: 1. Januar 2014
  - Auszeichnung: Empfehlung vom Verband deutscher Musikschulen 2015[5]
- Titania Medien, 2016:
  - Doppelfolge 118 & 119 aus der Reihe Gruselkabinett, ISBN 978-3-7857-5384-2.
  - Bearbeitung: Marc Gruppe.
  - Produktion und Regie: Marc Gruppe und Stephan Bosenius.
  - Sprecher: Jürgen Thormann (Aronnax), Uli Krohm (Nemo), Dietmar Wunder (Land), Julian Tennstedt (Conseil), Hans Bayer (Farragut), Marc Gruppe (Zeitungsbote) und Sascha von Zambelly (Mr. Jones)

sowie
- 1957, Regie: ??, Verlag: Leipzig Blindenhörbuch (Hörbuch)
- PMC 1969, Vertrieb Metronome:
  - Regie: Ruth Scheerbarth
  - Verlag: Perl (Hörspiel)
  - Sprecher: Erich Köhler (Professor Aronnax, Erzähler), Bodo Griebenow (Conseil), Klaus Sonnenschein (Ned Land), Helmut Heyne (Kapitän Nemo)
  - Bearbeitung: Maral
  - Gesamtleitung: Ruth Scheerbarth
  - Bestellnummer: 10.041 (0772)
- 1975, Regie: Ruth Scheerbarth, Verlag: Auditon (Hörspiel)
- 1975, Regie: Peter Folken, Verlag: PEG (Hörspiel)
- 197x, Regie: Manfred Jenning, Verlag: Disneyland Records (Hörspiel)
- 1992, Regie: Mat Willies, Verlag: Junior (Hörspiel)
- 1995, Regie: Hans Eckardt, Verlag: Bibliothek der Jugendklassiker (Hörbuch)

### Hörbücher
- 2009: Jules Verne: 20.000 Meilen unter dem Meer (Audible exklusiv, gelesen von Jürgen Kluckert), Audible Studios
- 2009: 20.000 Meilen unter dem Meer (gelesen von Werner Wawruschka), Ueberreuter Verlag, ISBN 978-3-8000-8048-9
- 2012: 20.000 Meilen unter dem Meer (modern deutsch nacherzählt von Gabi Müller, gelesen von David Nathan), Ohrka e. V., (Online)
- 2015: Gelesene Literatur Science Fiction: 20.000 Meilen unter dem Meer, Runkersraith Verlag, ISBN 978-3-945504-07-9

## Sonstiges
- Die Angabe „20.000 Meilen“ im deutschen Titel ist eine unscharfe Übersetzung des Längenmaßes „Vingt mille lieues“ im französischen Originaltitel von 1869. Korrekt wäre hingegen „20.000 Leugen“, die heute ungebräuchliche metrische französische Leuge (lieue), misst vier Kilometer der heutigen Meterkonvention von 1875. Eine das Maß richtig umrechnende Übersetzung wäre also „80.000 km unter den Meeren“.
- Die Längenmaßangabe 20.000 Leugen stellt keine Tauchtiefe, sondern eine unter Wasser zurückgelegte Strecke dar, also im Sinne einer 80.000 km langen Reise unterhalb des Meeresspiegels, was etwa dem (auch Jules Verne bekannten) doppelten Erdumfang entspricht und dem Titel so einen tieferen Sinn gibt. Die größte im Buch angegebene Tiefe beträgt vier Meilen, eigentlich Leugen also sechzehn Kilometer. Das stellt das knapp Eineinhalbfache der seit einigen Jahrzehnten bekannten maximalen Meerestiefe von etwa 11 km dar (Challengertief).
- Die Figur des Professors Aronnax soll Jules Verne selbst darstellen, was anhand der Illustrationen im Originalbuch oder Nachdruck belegt ist.
- Nemos Nationalität wird im Roman nicht offengelegt, Aronnax rätselt mehrfach darüber, findet jedoch keine Hinweise. Nemo bezeichnet einmal jedoch einen Inder als Landsmann, betont allerdings, dass jeder Unterdrückte für ihn ein Landsmann sei. Erst in Vernes späterem Werk Die geheimnisvolle Insel erfährt man, dass Nemo tatsächlich aus Indien stammt und mit richtigem Namen Prinz Dakkar heißt.[7]
- Indirekt wird der kretische Aufstand (1866–1869) erwähnt, den Nemo unterstützt. Auf ihrem Weg hält die Nautilus bei Kreta und liefert Gold an die griechischen Rebellen.[8]
- Die United States Navy benannte eine Reihe von Schiffen nach dem Roman von Verne, u. a. das weltweit erste nuklear betriebene U-Boot, die Nautilus, die als erstes Gefährt unter dem Nordpol hindurchtauchte.
- Rick Riordan, der Erfinder von Percy Jackson, schrieb 2021 mit Tochter der Tiefe eine Fortsetzung, in der die Ereignisse aus „20.000 Meilen“ und der „geheimnisvollen Insel“ als leicht verfälschte Tatsachenberichte dargestellt werden und Nemos Nachfahrin sich mit ihrer Schulklasse auf die Suche nach der Nautilus begibt.

### Ausgaben
- Zwanzigtausend Meilen unter Meer. 2 Bände. Deutsch von Peter Laneus. Diogenes, Zürich 1976, ISBN 978-3-257-20244-1 (Band 1), ISBN 978-3-257-20245-8 (Band 2).
- 20000 Meilen unter den Meeren. Deutsch von Martin Schoske. Fischer Taschenbuch Verlag, Frankfurt am Main 1997, ISBN 3-596-13376-9.
- 20000 Meilen unter den Meeren. Deutsch von Volker Dehs. Artemis & Winkler, Düsseldorf 2007, ISBN 978-3-538-06308-2.
- 20000 Meilen unter den Meeren. Comic von Ramón de la Fuente, Deutsch von Theo Reubel-Ciani. Classicomics #7, Schwager und Steinlein Verlag, Nürnberg 1977.

### Sekundärliteratur
- Till R. Kuhnle: Kapitän Nemo oder der Mythos des 19. Jahrhunderts. In ders.: Das Fortschrittstrauma. Vier Studien zur Pathogenese literarischer Diskurse, Stauffenburg, Tübingen 2005, ISBN 3-86057-162-1, S. 24–82.
- Heinrich Pleticha (Hrsg.): Jules Verne Handbuch. Deutscher Bücherbund / Bertelsmann, Stuttgart / München 1992, ISBN 3-568-79245-1.
- Volker Dehs und Ralf Junkerjürgen: Jules Verne. Stimmen und Deutungen zu seinem Werk. Phantastische Bibliothek Wetzlar, Wetzlar 2005.
- Volker Dehs: Jules Verne. Jules Verne. Eine kritische Biographie. Artemis & Winkler, Düsseldorf 2005, ISBN 3-538-07208-6.